# Edmund Piechocki
Edmund Piechocki (ur. 30 września 1885 w Ostrowie, zm. 13 maja 1947 w Katowicach) – ekonomista, działacz społeczny.

## Życiorys
Pochodził z rodziny kupieckiej. Uczeń Królewskiego Gimnazjum w Ostrowie, świadectwo dojrzałości otrzymał w Krakowie. Działał, w Ostrowie, w gimnazjalnym Towarzystwie Tomasza Zana, prowadzącym działalność niepodległościową i edukacyjną. Studiował na Akademii Handlowej w Wiedniu i na uniwersytecie w Tybindze. W 1913 roku otrzymał tytuł doktora ekonomii i nauk politycznych.
Aktywny w środowiskach polskich w Niemczech. Zainicjował i zorganizował wystawę przemysłową w 1913 roku w Bochum. Założył w Gelsenkirchen oddział Banku Przemysłowców z Poznania, dzięki czemu można było uratować oszczędności polskich górników. Kierował nim do jego likwidacji w 1918 roku.
Od 1919 mieszkał w Poznaniu. Współinicjator Targów Poznańskich. W latach 1928 i 1929 był jednym z dyrektorów Powszechnej Wystawy Krajowej oraz Wyższej Szkoły Handlowej w Poznaniu (której był też wykładowcą). W latach 1930–1939 kierował Komunalną Kasą Oszczędnościową Miasta Poznania.
Jako pracownik naukowy Wyższej Szkoły Handlowej publikował prace z zakresu wystawiennictwa, organizacji przedsiębiorstw i bankowości. Był encyklopedystą. Został wymieniony w gronie edytorów trzytomowej Podręcznej encyklopedii handlowej wydanej w 1931 w Poznaniu .
W ramach Powszechnej Wystawy Krajowej pełnił funkcję dyrektora działu przemysłowego.
W latach II wojny światowej więzień obozów w Dachau i Mauthausen-Gusen.
Po wojnie zamieszkał w Katowicach, gdzie też pochowano go w alei głównej na cmentarzu przy ulicy Francuskiej.

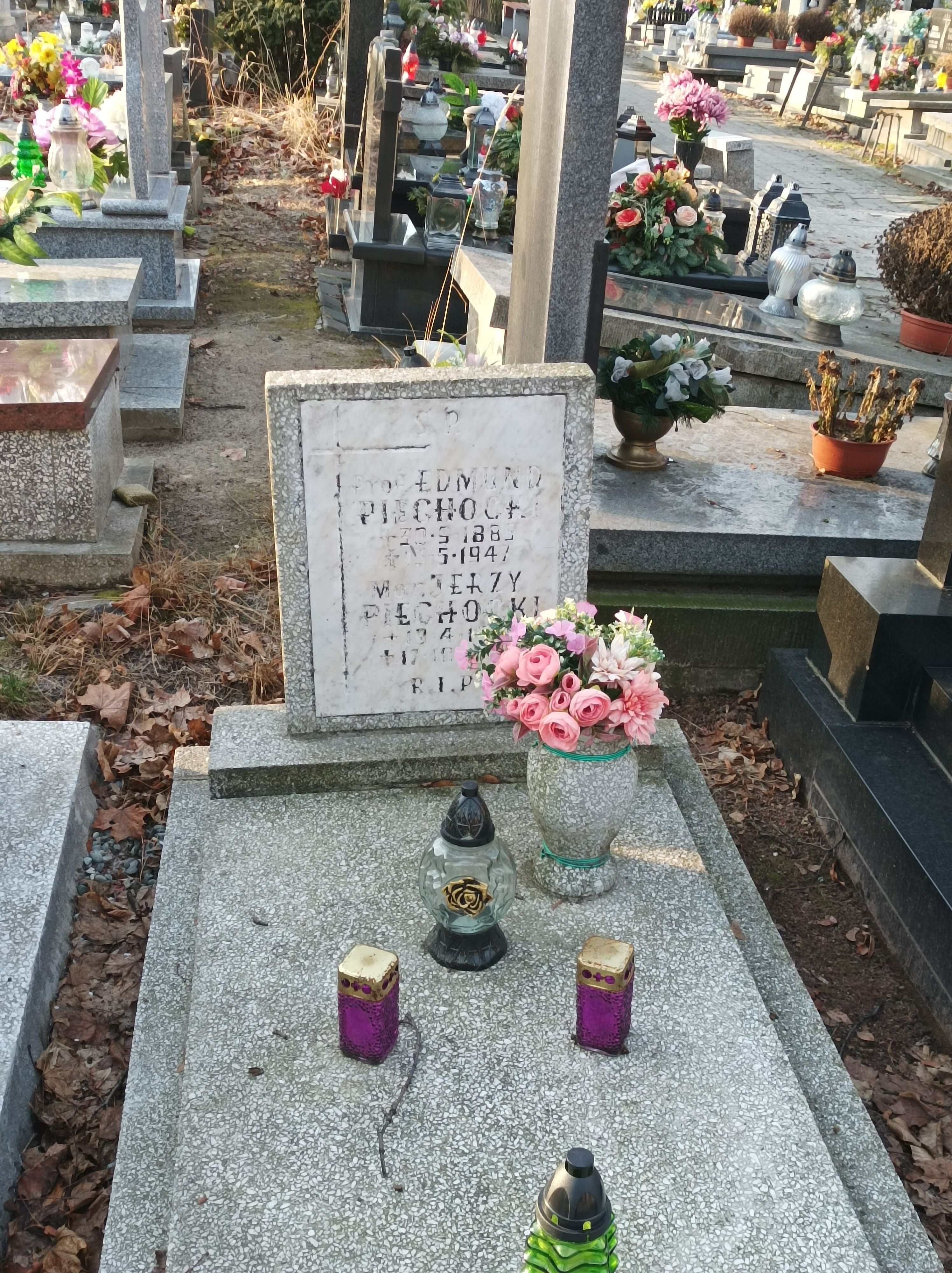
Grób Edmunda Piechockiego na cmentarzu przy ul. Francuskiej w Katowicach

## Ordery i odznaczenia
- Krzyż Oficerski Orderu Odrodzenia Polski (28 września 1929)[2][3]